# Michal Pávek
Michal Pávek (* 13. února 1985) je český fotbalista, obránce.

## Fotbalová kariéra
Odchovanec Sparty, v české lize hrál za Bohemians Praha 1905 a SK Hradec Králové. V české lize nastoupil v 70 utkáních a dal 1 gól. Za reprezentaci do 18 let nastoupil ve 2 utkáních. V nižších soutěžích hrál i za SK Spolana Neratovice, FK Loko Vltavín, FK Ústí nad Labem, SK Viktorie Jirny a SK Zápy.

## Ligová bilance
| Ročník                          | Zápasy | Góly | Klub                 |
| ------------------------------- | ------ | ---- | -------------------- |
| 2. česká fotbalová liga 2003/04 | 1      | 0    | AC Sparta Praha „B“  |
| 2. česká fotbalová liga 2006/07 | 13     | 3    | Bohemians Praha 1905 |
| Gambrinus liga 2007/08          | 5      | 0    | Bohemians Praha 1905 |
| 2. česká fotbalová liga 2008/09 | 11     | 0    | Bohemians Praha 1905 |
| Gambrinus liga 2009/10          | 18     | 0    | Bohemians Praha 1905 |
| Gambrinus liga 2010/11          | 18     | 0    | SK Hradec Králové    |
| Gambrinus liga 2011/12          | 17     | 0    | SK Hradec Králové    |
| Gambrinus liga 2012/13          | 12     | 1    | SK Hradec Králové    |
| Fotbalová národní liga 2014/15  | 10     | 0    | FK Ústí nad Labem    |
| CELKEM 1. liga                  | 70     | 1    |                      |